# 마르틴 하인리히 라트케
마르틴 하인리히 라트케(독일어: Martin Heinrich Rathke, 1793년 8월 25일 – 1860년 9월 3일)는 독일의 발생학자이자 해부학자이다. 카를 에른스트 폰 베어, 하인츠 크리스티안 판더와 더불어 근대적 발생학의 창시자로 평가 받는다. 화학자 베른하르트 라트케의 아버지이다.
괴팅겐 대학교에서 의학과 자연사를 공부하였고, 이후 베를린으로 이주하여 1818년 의학박사 학위를 취득했다. 1828년에는 도르파트 대학교의 생리학·병리학·기호학 교수로 임용되었다. 1832년에서 1833년에 사이에는 연구를 위해 핀란드와 크림반도를 탐험했다. 1835년부터 1860년까지 쾨니히스베르크에 있으면서 동물학 및 해부학 교수직을 맡았으며, 1839년에는 스칸디나비아로 가서 해양 생물을 연구했다.
라트케는 해양 생물의 성기 발생을 연구했다. 그는 최초로 포유류와 조류 배아에서 새열(branchial cleft)과 인두굽이를 관찰하여 기록하였다. 또한 1839년에는 뇌하수체전엽의 전신인 라트케주머니를 기술하였다.
라트케는 창고기가 통념처럼 연체동물의 유생이 아니라 별도의 분류군이라는 사실을 처음으로 발견했다. 갑각류·연체동물·벌레에 대해 여러 저작을 남겼으며 레밍과 여러 파충류를 비롯한 척추동물에 대해서도 저술하였다.

## 저술
- 《사람과 동물의 생성 및 발생 과정에 대한 고찰(Abhandlungen zur Bildungs- und Entwicklungs-Geschichte der Menschen und der Thiere)》. Leipzig, F. C. W. Vogel, 1832-1833.
- "뇌하수체의 형성에 대하여(Ueber die Entstehung der Glandula Pituitaria)". 《Archiv für Anatomie, Physiologie und wissenschaftliche Medicin》, Berlin, 1838: 482–485.
- 《Cyclostomas강에 속하는 어류인 Amphioxus lanceolatus의 구조에 대한 논평(Bemerkungen über den Bau des Amphioxus lanceolatus, eines Fisches aus der Ordnung der Cyclostomas)》. Königsberg, 1841.
- 《척추동물의 발생 과정(Entwicklungsgeschichte der Wirbeltiere)》. Leipzig, 1861. (비교발생학 분야의 명저로 라트케 사후에 아들의 요청으로 알베르트 폰 쾰리커가 출판하였다.)[6]